# 黃毛果蝠冠狀病毒C704
黃毛果蝠冠狀病毒C704（Ei-BatCoV C704）是乙型冠狀病毒屬支系D（Nobecovirus亞屬）的一種病毒，於2014年在喀麥隆的黃毛果蝠身上發現。

## 發現
2018年，有研究發表了許多在喀麥隆蝙蝠身上發現的病毒，其中包括五個感染黃毛果蝠的冠狀病毒毒株，皆屬乙型冠狀病毒屬支系D（Nobecovirus），與果蝠冠狀病毒HKU9和2006年在肯亞發現的黃毛果蝠冠狀病毒KY24（Eidolon bat coronavirus/Kenya/KY24/2006）關係接近，其中一個病毒株Bat-CoV/N704-P12/Eidolon helvum/2014/CMR（即黃毛果蝠冠狀病毒C704）的基因組長28975nt，編碼冠狀病毒皆有的複製酶（1a/1b）和刺突蛋白（S）、膜蛋白（M）、外膜蛋白（E）與衣殼蛋白（N）等四種結構蛋白，另有ORF3、ORFx與ORFy三個開放閱讀框編碼輔助蛋白，基因順序為複製酶1ab－S－ORF3－E－M－N－ORFx－ORFy，此病毒株與KY24的序列相似度為99%。

## 分類
2020年，國際病毒分類委員會將黃毛果蝠冠狀病毒C704認定為乙型冠狀病毒屬的一個物種。